# 製材

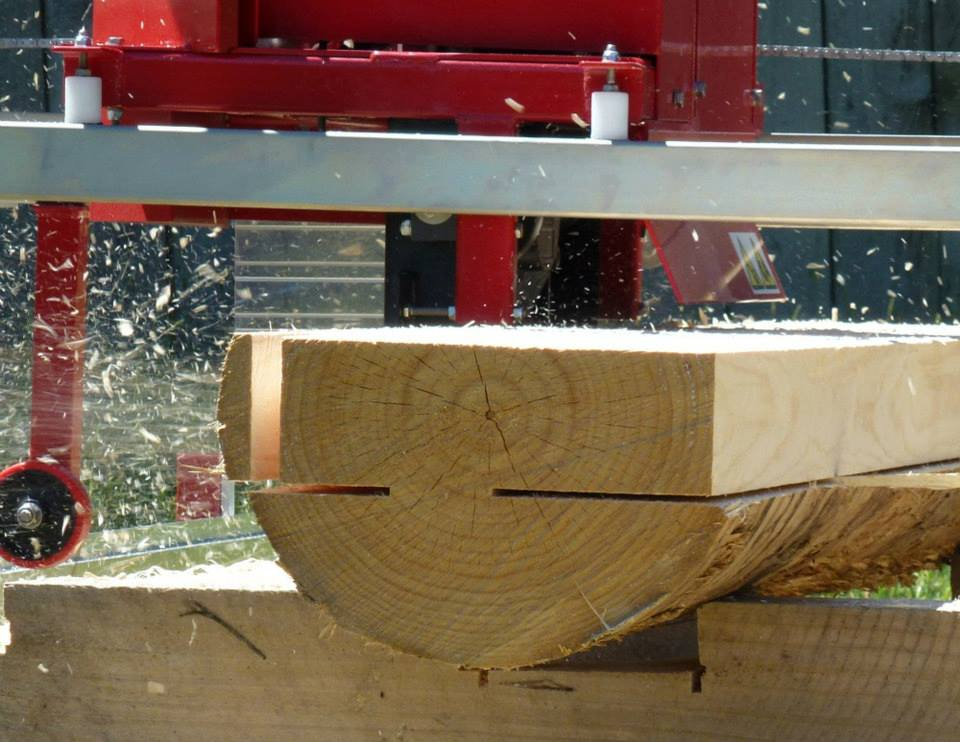
現代の大型機械による製材の様子。丸太から角材が切り出されようとしている。

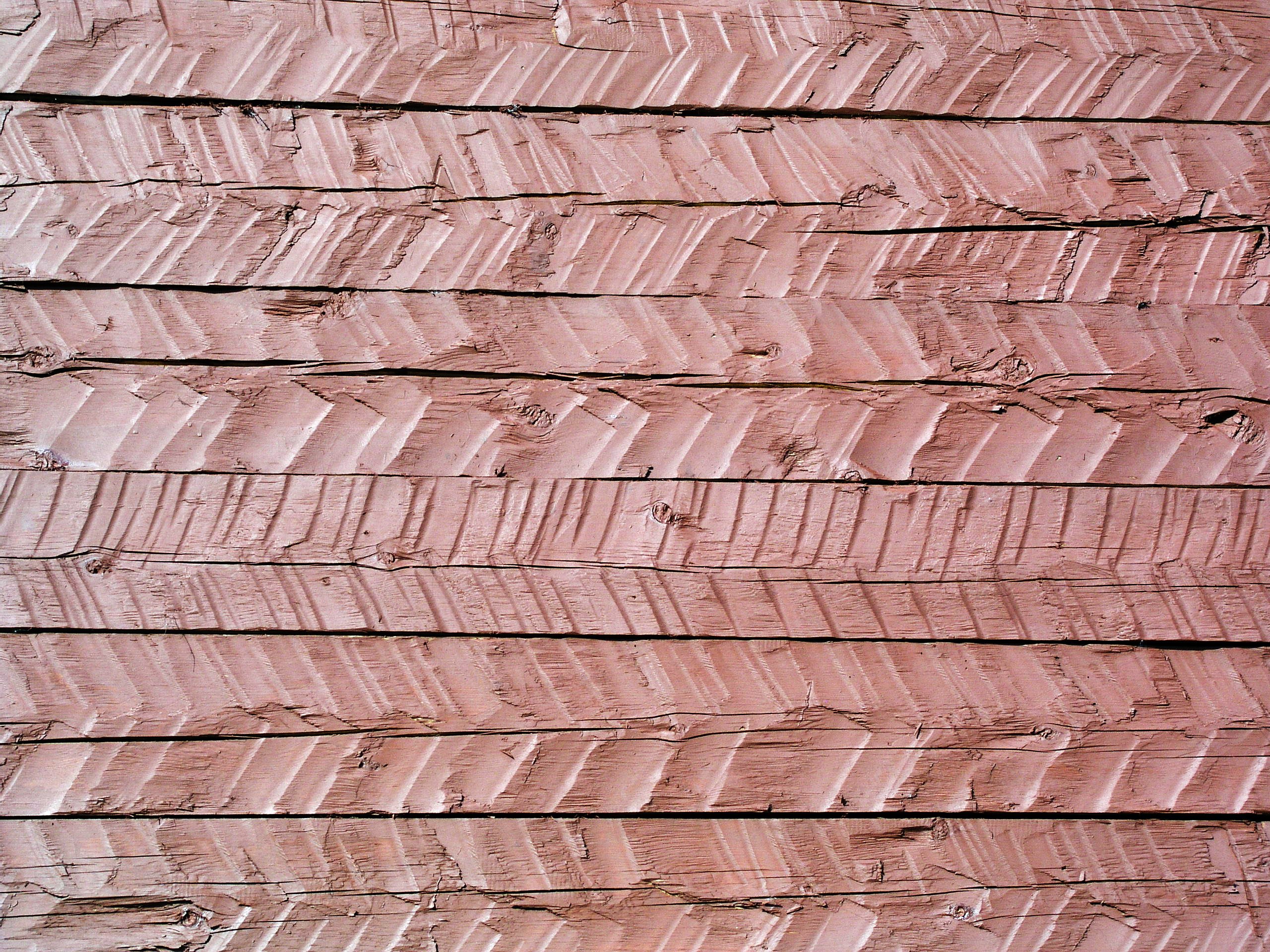
ヨーロッパの古典的製材技術で加工された木材の表面／スウェーデンはヘルシングランド地方にある Stråsjö kapell（Stråsjö 村のキリスト教会）は古来の技術で再建されたもので、外壁は全面的にこの技術が用いられている。

製材（せいざい、英: Hewing ）とは、第1に、林業（Forestry）・木材産業（Wood industry）において原木（Log / Stem）などの木を角材や板材に加工すること
。
この意味で、製材工などともいう 。
製材業（Lumber industry / 米国及びカナダは Lumbering）においては、製材業者（Lumberman / Timberman）は、製材所（Sawmill / Lumbermill）を所有し経営して、製材工（Hewer）を雇用し、製材品（Plain-sawn timber / Sawn timber / Lumber）を製造する
。
日本語では古来は、原木や大型の木材から必要な寸法・品質の木材を製材することを動詞で「木取／木取る」（きどる）、名詞で「木取/木取り」（きどり）といった  。
第2には、丸太や原木を切削加工して寸法を調整した木材製品、すなわち製材品をいう 。この対義語は、伐採前から伐採直後の木、すなわち原木である。

## 道具
21世紀の日本においては、一般の製材所では、送材車と「本機」と呼ばれる大型機械の帯鋸盤（おびのこばん）を使う。フォークリフトで台車装置のある「番台」と呼ばれる所へ丸太を運び、送材車に載せて帯鋸で板や角材に加工する。レールの上を前後する台車に材料を置くことで一定の厚みが決まり、精度の高い直線挽きを加工できる。
- 1. 中世ヨーロッパにおける製材で多く用いられた、ヨーロッパ型の斫斧（はつりおの）／日本語でいうところの「ブロードアクス」、英語でいう broadaxe（ブローダクス）、ドイツ語でいう Breitbeil（ブライトバイル）、フランス語でいう doloire de charpentier（ドロワ・ドゥ・シャルパンティエ。意：大工の斧）。
- 2. 古代ローマ・水力式の木製鋸機械（のこぎり きかい）の再現模型／スロベニアのジェレズニキ博物館 (cf. en:Železniki) の展示物。タイプは帯鋸盤（おびのこばん）。
- 3. 古代ローマ・水力式の木製鋸機械の図説／水車の回転動力をクランクへと伝え、クランクが帯鋸を前後に動かす、その力で木材を切断する。
- 4. ヨーロッパ型の大鋸（仏語・英語：scieur de long）を使った製材／フランス中東部のフォレ（英語版）[注 2]にて、1900年撮影。
- 5. 1880年代ドイツ製の鋸機械（のこぎり きかい。ドイツ語：Sägemaschinen〈日本語音写例：ゼーゲマシーネン〉）／タイプは丸鋸盤（まるのこばん）[注 3]。
- 6. 帯鋸盤の帯鋸のブレード。
- 7. 製材所関連での木材運搬用に特化したホイールローダー。車種はボルボ L90E。

- 1
- 2
- 3
- 4
- 5
- 6
- 7

## 製材所の歴史
製材所（せいざいしょ、せいざいじょ）とは、製材する場所や工場をいう。
英語の場合、イギリス英語では "sawmill" といい、主にアメリカ英語では "lumbermill" という。
20世紀以降の日本の場合、木材生産が盛んに行われていた時期、林野庁の主導により、国有林によって豊富に供給されていた頃は、全国の営林署と共に小規模な製材所がどこの都市にも見られたが、1970年代の輸入材の拡大やプレハブ工法の拡大により、年々加工量が減少しつつあることなどにより、年々減少しつつある。国産材の原木から製品まで一貫して製材を行うメーカー、輸入材の加工のみを行うメーカーなど、業態が細分化している。
- 1. 日本の京都市北区北山「杉の里」の中川地区にある製材所（倉庫と作業場）。背後の山の斜面では北山杉が育成されている。
- 2. ヒューズビーブローク (Huseby bruk) ／スウェーデンのクロノベリ県アルヴェスタ市 (en) グリムスロヴ (en) 地区のヒューズビー (sv:Huseby) にある製材所（製材工場）で、観光名所になっている。

- 1
- 2

### 製材の風景
- 1. ブライトバイルで製材する中世ドイツの職人達／ドイツ南端の都市コンスタンツの地主ウルリッヒ・フォン・リッヒェンタール（ウリリフ・ヴォン・リヘンターリ；de:Ulrich von Richental）の著書 "Behauen eines Balken"（1464年成立）に所収の挿絵。
- 2. 斧や鋸で製t材する中世ヨーロッパの職人達／中景の左端に見える鶴嘴（つるはし）様の道具はドラブラ（dolabra. 古代ローマ以来のイタリア地方における多目的道具。鶴嘴の片側の先端が斧になっているような形状で、武器にも使用された）か。16世紀半ば、スイス原初同盟時代のチューリッヒの木版画家ヨースト・アンマン（表記揺れ：ヨースト・アマン。en:Jost Amman）の手になる、"Ständebuch & Handwerk & Zimmermann"（1568年刊）のための、木口木版による挿絵。
- 3. 葛飾北斎『富嶽三十六景 遠江山中』
名所浮世絵揃物『富嶽三十六景』の第38景。初版は1830年頃（江戸後期）、この版は1930年頃（昭和初期）に刊行。富士山の見える遠江国の山中で伐り出した木を加工する職人達。画面中央では木挽が鋸（前挽大鋸）を挽いて巨大な角材を切り分けようとしている。本図における描写上の主役は製材の現場で働く人々である。北斎は角材がもつ人工的な直線と平面を効果的に使い、画面を斜めに分割するような白く大きな平面図形で大胆な構図を生み出している。

- 1
- 2
- 3

### 製材の事故・事件
- 1954年（昭和29年）2月19日 - 北海道歌登町の岩倉組製材所で火災が発生。作業員9人が焼死した[14]。

## 製材業者と合法木材供給者認定制度
特筆性のある業者について記載する。

### 日本
- 加茂製材 - 1907年（明治40年）創業。本拠地は新潟県加茂市（旧・加茂町）。[15]
- 瓜守材木店 - 1923年（大正12年）創業。本拠地は愛媛県新居浜市。
- 鷲見製材 - 1928年（昭和3年）創業。本拠地は岐阜県岐阜市。
- 寺島製材所 - 1935年（昭和10年）創業。本拠地は群馬県北群馬郡（※移転前の現在の本拠地はいずれも北群馬郡内にあり）。
- 金子製材 - 1944年（昭和19年）創業。本拠地は埼玉県秩父郡。
- 院庄林業 - 1950年（昭和25年）創業。本拠地は岡山県津山市。
- 中国木材 - 1953年（昭和28年）創業。本拠地は広島県呉市。国内トップシェア。
- 東亜林業 - 1956年（昭和31年）創業。本拠地は広島県福山市。2018年（平成30年）にベイマツ製材事業を休止し、業界から撤退した。
- ヤマキ産業 - 1988年（昭和63年）設立。本拠地は広島県広島市。
- 林製材 - 本拠地は兵庫県宝塚市。
- マルショー
- 沖倉製材所- 1950年（昭和25年）東京唯一の『東京の木・多摩産材』の認証協議会監事製材所。東京都あきる野市。

合法木材供給事業者の認定制度としては、各地域の木材産業共同組合が連合した各都道府県の木材（産業）共同組合連合会が認定団体となっている。

### カナダ
- ウェスト・フレイサー・ティンバー（英語版） - カナダでトップシェアの会社。
- キャンファ（英語版）  - 1930年ごろに始まるブリティッシュ・コロンビアの会社[17]。
- リソリュート・フォレスト・プロダクツ（英語版） - 製紙産業のための製材所。
- トルコ（英語版） - 1956年設立。世界市場向けに生産している。
- J・D・アーヴィング（英語版） - 森林経営もする造船業者。
- ヴァイヤハイザー（英語版） - フリードリヒ・ヴァイヤハイザー（英語版）が1900年に設立した製材所。

日本での合法木材供給事業者認定団体としては、東京都にケベック木材製品輸出振興会（QWEB）が置かれており、2024年現在は14社が認定登録されている。

### アメリカ合衆国
日本での合法木材供給事業者認定団体として、大阪府にアメリカ広葉樹輸出協会が置かれており、2024年現在は58社が認定登録されている。
アメリカへの輸出については、改正レイシー法（2008年）の施行により、米国法あるいは外国法に違反して取得・輸送・売買された木材および木材由来製品は、国際間取引、州間取引を問わず取引が規制される。

### EU
EUでの木材・木材製品取引については、EU木材規則（EUTR）を拡大したEU森林破壊防止規則（EUDR）が2023年6月に発効しており、他国国内で合法であっても森林破壊に関与して製造されたものについては取引が規制されることになっている。2024年12月30日から大企業に、2025年6月30日から中小企業に対して適用開始。